# Spencer Breslin
Spencer Breslin (Nova Iorque, 18 de maio de 1992) é um ator e músico norte-americano.

## Biografia
Filho de Kim, uma empresária, e Michael Breslin, um especialista na área de telecomunicações. Spencer é o irmão mais velho da atriz Abigail Breslin (nascida em 1996) e mais novo de Ryan Breslin (nascido em 1985). Ele trabalhou em filmes de sucesso como Duas Vidas, Meu Papai é Noel 2, Meu Papai é Noel 3, O Gato, O Diário da Princesa 2 e De Volta à Terra do Nunca. Ele também participou de animações emprestando sua voz para o desenho animado Teamo Supremo, Zoom Em 2004, ele e sua irmã na vida real Abigail trabalharam juntos em Um presente para Helen. No verão de 2007, ele ajudou a formar o trio de rock alternativo The Dregs, junto com Evan Daves e Paul DeMasi. Em 7 de julho eles se apresentaram na etapa norte-americana do Live Earth.

## Filmografia
- Harold (2008) - Harold
- The Happening (2008) - Josh
- Zoom (2006) - Tucker Williams
- The Santa Clause 3: The Escape Clause (2006) - Curtis
- The Shaggy Dog (2006) - Josh Douglas
- Link Goes to New York (2005) (voz)
- Ozzie (2004)
- Raising Helen (2004) - Henry Davis
- The Princess Diaries 2: Royal Engagement (2004) -Prince Jacques
- The Cat in the Hat (2003) - Conrad
- You Wish! (2003) - Stevie Lansing / Terrence Russell McCormack
- Return to Neverland (2002) - Cubby (voz)
- The Santa Clause 2 (2002) - Curtis
- Disney's The Kid (2000) - Rusty Duritz
- Meet the Parents (2000) - Little Boy
- The Ultimate Christmas Present (2000) - Joey Thompson
- Bones (2008) - Clinton Gilmour